# Бенджамин Рубинщайн
Бенджамин Бьорн Рубинщайн (на шведски: Benjamin Björn Rubinstein) е финландско-американски лекар и психоаналитик.

## Биография
Роден е на 12 април 1905 година в Хелзинки, Финландия. Започва да учи в гимназия в Копенхаген. След това се записва в Медицинското училище към Хелзинкския университет и го завършва през 1936 г. Започва да работи като асистент на невропсихолога Рагнар Гранит. Специализира психиатрия и неврология в Лондон, но е мобилизиран по време на Финландско-руските войни. Довършва обучението си в университетската болница в родния си град.
Оженва се за Динора Розентал през 1940 г. От 1947 започва да работи във Фондацията „Менингер“ по покана на Дейвид Рапапорт. Между 1948 и 1953 г. се обучава на психоанализа и си отваря частна практика в Ню Йорк.
Умира на 12 юли 1989 година в Ню Йорк на 84-годишна възраст.